# Radiometeor
Radiometeor – ślad zjonizowanej materii powstałej w warstwie E jonosfery po przelocie meteoroidu. Smugi zjonizowanego gazu posiadają zdolność odbijania krótkofalowego promieniowania radiowego, wykorzystywanego w radiolokacyjnych obserwacjach meteorów. Do obserwacji radiometeorów korzysta się z fal o długościach od 4 do 10 metrów.